# Sainte-Marie-en-Chaux
Sainte-Marie-en-Chaux é uma comuna francesa na região administrativa da Borgonha-Franco-Condado, no departamento do Alto Sona. Estende-se por uma área de 2.43 km². Em 2010 a comuna tinha 164 habitantes (densidade: 67,5 hab./km²).